# Iphone SE (2020)
Andra generationens Iphone SE, i marknadsföringssammanhang skrivet, iPhone SE, är en smarttelefon utvecklad och lanserad av Apple Inc. som en del av Iphone-serien. Smarttelefonen presenterades 15 april 2020 genom ett pressmeddelande. Den kan ses som en Iphone 8 med uppdaterade komponenter, bland annat A13-chippet som även återfinns i 2019 års modeller Iphone 11 och 11 Pro. Det finns ett kameraobjektiv på baksidan av Iphone SE (2020). Den kan sägas ha ersatt Iphone SE (2016) i budgetsegmentet.
Priset för smarttelefonen är lägre än tillverkarens huvudlinje av Iphoner. SE står för Special Edition, vilket översätts till specialutgåva.
Efterträdaren, Iphone SE (2022), släpptes den 18 mars 2022, och därmed slutade Apple att sälja 2020 års modell.